# Nati nel 1901/Novembre
| Questa pagina contiene informazioni ricavate automaticamente dalle voci biografiche con l'ausilio del template Bio e di un bot. L'aggiornamento è periodico e automatico e ricostruisce completamente la pagina. Se manca una persona in questa lista, sei pregato di non aggiungerla, ma accertati piuttosto che la sua voce biografica contenga il template Bio e che i dati anagrafici siano correttamente compilati. Se il template Bio manca, inseriscilo tu stesso o, in alternativa, metti l'avviso {{tmp\|Bio}} che ne segnala la mancanza. Se i dati riportati sono sbagliati, correggi direttamente la voce biografica; le modifiche saranno visibili in questa lista entro pochi giorni. Per chiarimenti vedi il progetto biografie. La lista contiene solo le 130 persone che sono citate nell'enciclopedia e per le quali è stato implementato correttamente il template Bio. Pagina aggiornata al 10 ago 2025. |

- 1º novembre - Bruno Edmondo Arnaud, militare italiano († 1943)
- 1º novembre - Enrico Gabbana, militare e aviatore italiano († 1926)
- 1º novembre - Angelo Tondi, generale e aviatore italiano († 1994)
- 2 novembre - Alexandre Breffort, giornalista, scrittore e drammaturgo francese († 1971)
- 2 novembre - Sabato De Vita, militare italiano († 1942)
- 2 novembre - James Dunn, attore statunitense († 1967)
- 2 novembre - Paul Ford, attore statunitense († 1976)
- 2 novembre - Harry Grey, criminale e scrittore statunitense († 1980)
- 2 novembre - Giuseppe Marcantonio, partigiano italiano († 1975)
- 2 novembre - Jean Nicolas, presbitero e missionario francese († 1984)
- 2 novembre - Joseph Van Dam, ciclista su strada e ciclocrossista belga († 1986)
- 3 novembre - Aldo Camerino, critico letterario, traduttore e scrittore italiano († 1966)
- 3 novembre - Pietro Caporilli, storico, scrittore e giornalista italiano († 1977)
- 3 novembre - Giuseppe Cioffi, compositore e direttore d'orchestra italiano († 1976)
- 3 novembre - Prithviraj Kapoor, attore indiano († 1972)
- 3 novembre - Leopoldo III del Belgio, re belga († 1983)
- 3 novembre - André Malraux, scrittore e politico francese († 1976)
- 4 novembre - Spyridōn Marinatos, archeologo greco († 1974)
- 4 novembre - Ivan Aleksandrovič Pyr'ev, regista e sceneggiatore russo († 1968)
- 5 novembre - Antonio Armino, politico e sindacalista italiano († 1956)
- 5 novembre - József Ijjas, arcivescovo cattolico ungherese († 1989)
- 5 novembre - Giovanni Luzzi, scrittore, poeta e commediografo italiano († 1982)
- 6 novembre - Richard Ithamar Aaron, filosofo gallese († 1987)
- 6 novembre - Juanita Hall, attrice e cantante statunitense († 1968)
- 6 novembre - Gianni Ortelli, cestista italiano
- 6 novembre - Jean-Baptiste Urrutia, arcivescovo cattolico e missionario francese († 1979)
- 6 novembre - Yang Kaihui, politica cinese († 1930)
- 7 novembre - Cecília Meireles, poetessa, docente e giornalista brasiliana († 1964)
- 7 novembre - Sirio Santucci, compositore italiano († 1959)
- 7 novembre - Mario de Vergottini, statistico italiano († 1971)
- 8 novembre - Wilhelm Ederle, medico e psichiatra tedesco († 1966)
- 8 novembre - Gheorghe Gheorghiu-Dej, politico rumeno († 1965)
- 8 novembre - Grete Heckscher, schermitrice danese († 1987)
- 8 novembre - Albert Streckeisen, geologo e mineralogista svizzero († 1998)
- 8 novembre - Arnaldo Tagliacozzo, calciatore italiano († 1944)
- 8 novembre - Angelo Vasta, dirigente sportivo italiano († 1962)
- 8 novembre - Xu Xiangqian, generale e politico cinese († 1990)
- 9 novembre - Gloria Hope, attrice statunitense († 1976)
- 9 novembre - Marvel Rea, attrice statunitense († 1937)
- 9 novembre - Muggsy Spanier, trombettista statunitense († 1967)
- 10 novembre - Nobuaki Asano, allenatore di pallacanestro giapponese († 1969)
- 10 novembre - Anthony Kimmins, regista e sceneggiatore britannico († 1964)
- 10 novembre - Lisette Model, fotografa austriaca († 1983)
- 10 novembre - Natalino Sapegno, critico letterario, storico della letteratura e italianista italiano († 1990)
- 11 novembre - Arvīds Bārda, calciatore lettone († 1940)
- 11 novembre - Magda Goebbels, attivista tedesca († 1945)
- 11 novembre - Lothar Hermann, superstite dell'Olocausto tedesco († 1974)
- 11 novembre - Gino Lacquaniti, geografo, poeta e saggista italiano († 1982)
- 11 novembre - Richard Lindner, pittore tedesco († 1978)
- 11 novembre - Giorgio Ronconi, calciatore italiano
- 11 novembre - Sam Spiegel, produttore cinematografico austro-ungarico († 1985)
- 12 novembre - Cinico Angelini, direttore d'orchestra, arrangiatore e violinista italiano († 1983)
- 12 novembre - Hans Grieder, ginnasta svizzero († 1995)
- 12 novembre - Adolfo Mengotti, calciatore svizzero († 1984)
- 13 novembre - Werner Emmanuel Bachmann, chimico statunitense († 1951)
- 13 novembre - Perry Ferguson, scenografo statunitense († 1963)
- 13 novembre - Giovanni Ferro, arcivescovo cattolico italiano († 1992)
- 13 novembre - Gaetano Messina, avvocato e politico italiano († 1971)
- 14 novembre - Morton Downey, cantante e attore cinematografico statunitense († 1985)
- 14 novembre - Giorgio Simonelli, regista, sceneggiatore e critico cinematografico italiano († 1966)
- 15 novembre - Franciszek Gajowniczek, militare polacco († 1995)
- 15 novembre - Elmar Kaljot, calciatore estone († 1969)
- 15 novembre - Rodolfo Margaria, fisiologo italiano († 1983)
- 16 novembre - Marcel Domergue, calciatore francese († 1969)
- 16 novembre - Norman Marshall, regista teatrale, direttore teatrale e produttore teatrale inglese († 1980)
- 16 novembre - Ernest Nagel, filosofo statunitense († 1985)
- 16 novembre - Lev Sverdlin, attore sovietico († 1969)
- 17 novembre - Irene Baker, politica statunitense († 1994)
- 17 novembre - Walter Hallstein, politico tedesco († 1982)
- 17 novembre - Lee Strasberg, attore e regista teatrale austro-ungarico († 1982)
- 18 novembre - Jacques Faggianelli, politico francese († 1989)
- 18 novembre - Lillian Fuchs, violista e compositrice statunitense († 1995)
- 18 novembre - George Gallup, statistico statunitense († 1984)
- 18 novembre - H. Bruce Humberstone, regista statunitense († 1984)
- 18 novembre - Charles Edward Kemp, compositore di scacchi britannico († 1986)
- 18 novembre - Rajaram Vankudre Shantaram, regista e sceneggiatore indiano († 1990)
- 19 novembre - Nina Bari, matematica sovietica († 1961)
- 19 novembre - Berta Drews, attrice tedesca († 1987)
- 19 novembre - Kurt Ettinger, schermidore austriaco († 1982)
- 19 novembre - Károly Furmann, calciatore ungherese († 1984)
- 19 novembre - Pasquale Pasquini, biologo e zoologo italiano († 1977)
- 19 novembre - Edmondo Riva, partigiano italiano († 1944)
- 20 novembre - José Leandro Andrade, calciatore uruguaiano († 1957)
- 20 novembre - Mario Balistreri, mafioso statunitense († 1979)
- 20 novembre - Alberto Chiarugi, botanico italiano († 1960)
- 21 novembre - Johannes Driesch, pittore, ceramista e grafico tedesco († 1930)
- 21 novembre - Amerigo Pispoli, politico italiano († 1980)
- 21 novembre - Raymond Sentubéry, calciatore francese († 1981)
- 21 novembre - Thawan Thamrongnawasawat, politico e militare thailandese († 1988)
- 21 novembre - Giacomo Vaghi, basso italiano († 1978)
- 22 novembre - Roy Crane, disegnatore statunitense († 1977)
- 22 novembre - Lee Patrick, attrice statunitense († 1982)
- 22 novembre - Joaquín Rodrigo, compositore e pianista spagnolo († 1999)
- 22 novembre - Max de Vaucorbeil, regista francese († 1982)
- 23 novembre - Louis Clarke, velocista statunitense († 1977)
- 23 novembre - Marieluise Fleißer, commediografa tedesca († 1974)
- 23 novembre - Alfred Byrd Graf, botanico e scrittore tedesco († 2001)
- 23 novembre - Giacomo Schirò, militare italiano († 1920)
- 24 novembre - Gianangelo Barzan, calciatore italiano († 1983)
- 24 novembre - Manlio Cremonini, politico italiano († 1961)
- 24 novembre - Reidar Ødegaard, fondista, combinatista nordico e sciatore di pattuglia militare norvegese († 1972)
- 24 novembre - Filippo Sgarlata, medaglista italiano († 1979)
- 25 novembre - Klaas Breeuwer, calciatore olandese († 1961)
- 25 novembre - Jaures Busoni, politico e giornalista italiano († 1989)
- 25 novembre - Giulio Cesare Cusano, calciatore italiano
- 25 novembre - Rudolf Höß, militare e criminale di guerra tedesco († 1947)
- 25 novembre - Adele Kern, soprano tedesco († 1980)
- 25 novembre - Arthur Liebehenschel, militare tedesco († 1948)
- 25 novembre - Ted Mapes, attore statunitense († 1984)
- 25 novembre - Lucia Morpurgo Rodocanachi, traduttrice italiana († 1978)
- 25 novembre - Fernando Tambroni, politico italiano († 1963)
- 26 novembre - Heinz Heigl, schermidore tedesco († 1942)
- 26 novembre - Theodor Kretschmer, generale tedesco († 1986)
- 26 novembre - Conrado Portas, calciatore spagnolo († 1987)
- 27 novembre - Mario De Negri, velocista e ostacolista italiano († 1978)
- 27 novembre - Antonio Fessia, ingegnere meccanico italiano († 1968)
- 27 novembre - Suzanne Gauthier, araldista, artista e miniaturista francese († 1981)
- 28 novembre - Edwina Ashley, nobile britannica († 1960)
- 28 novembre - Óscar Diego Gestido, politico uruguaiano († 1967)
- 28 novembre - Walter Havighurst, scrittore, storico e critico letterario statunitense († 1994)
- 28 novembre - Leonas Juozapaitis, calciatore lituano († 1980)
- 29 novembre - Giuseppe Dozza, politico italiano († 1974)
- 29 novembre - Alberto Ginocchio, militare, marinaio e partigiano italiano († 1947)
- 29 novembre - Mildred Harris, attrice statunitense († 1944)
- 29 novembre - Andreas Johansen, calciatore norvegese († 1978)
- 30 novembre - Nicola Corsetti, calciatore italiano († 2002)
- 30 novembre - Bruno Dentelli, calciatore e allenatore di calcio italiano († 1960)
- 30 novembre - Guido Giovanelli, velista italiano († 1975)
- 30 novembre - Jacqueline Logan, attrice, ballerina e attivista statunitense († 1983)
- 30 novembre - Alfonso Maria di Borbone-Due Sicilie, principe spagnolo († 1964)